# 短小髭鼻鯰
短小髭鼻鯰，為輻鰭魚綱鯰形目毛鼻鯰科的其中一種，為亞熱帶淡水魚，分布於南美洲巴西東南部Ribeira do Iguape河流域，體長可達4.8公分，棲息在沙底質底層水域。